# Lingmell
Lingmell är en kulle i Storbritannien.   Den ligger i grevskapet Cumbria och riksdelen England, i den centrala delen av landet, 400 km nordväst om huvudstaden London. Toppen på Lingmell är 800 meter över havet, eller 80 meter över den omgivande terrängen. Bredden vid basen är 0,63 km. Lingmell ingår i Cumbrian Mountains.
Terrängen runt Lingmell är huvudsakligen kuperad.Runt Lingmell är det ganska tätbefolkat, med 70 invånare per kvadratkilometer. Närmaste större samhälle är Keswick, 16,2 km norr om Lingmell. Trakten runt Lingmell består i huvudsak av gräsmarker.